# Ognjen Krasić
Ognjen Krasić (Kirin Serbia: Огњен Красић; sinh 9 tháng 4 năm 1988) là một cầu thủ bóng đá Serbia, thi đấu cho FC Banants.

## Sự nghiệp
Vào tháng 2 năm 2016, Krasić ký hợp đồng với FK Voždovac.